# Дзембово
Дзембово (пол. Dziembowo, нім. Netzhöhe) — село в Польщі, у гміні Качори Пільського повіту Великопольського воєводства.
Населення — 655 осіб (2011).

## Демографія
Демографічна структура станом на 31 березня 2011 року:
|          | Загалом | Допрацездатний вік | Працездатний вік | Постпрацездатний вік |
| -------- | ------- | ------------------ | ---------------- | -------------------- |
| Чоловіки | 341     | 70                 | 238              | 33                   |
| Жінки    | 314     | 66                 | 183              | 65                   |
| Разом    | 655     | 136                | 421              | 98                   |